# Liste der Baudenkmäler in Feldafing

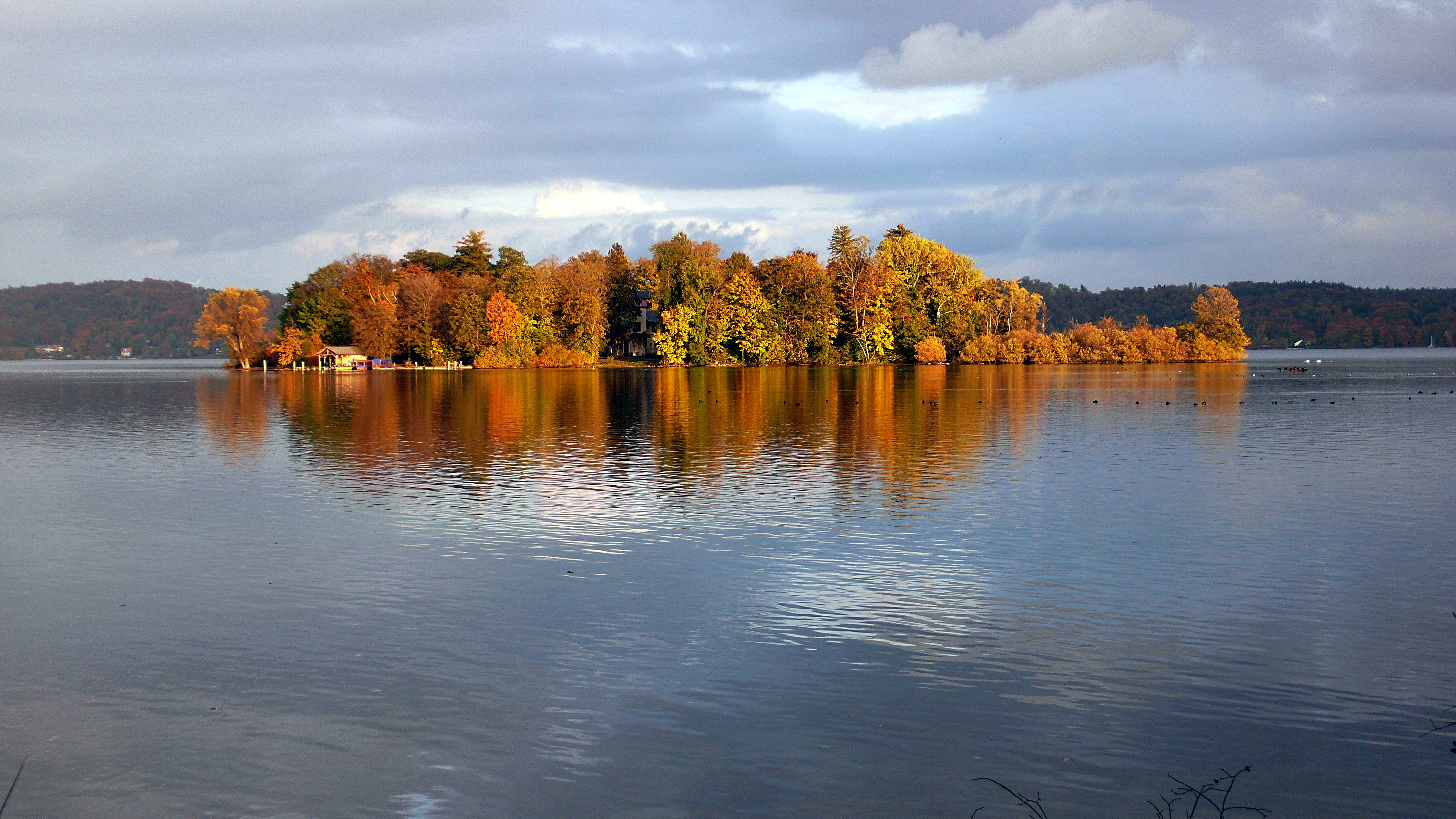
Blick von Feldafing auf die Roseninsel im Starnberger See.

Auf dieser Seite sind die Baudenkmäler in der oberbayerischen Gemeinde Feldafing zusammengestellt. Diese Tabelle ist eine Teilliste der Liste der Baudenkmäler in Bayern. Grundlage ist die Bayerische Denkmalliste, die auf Basis des Bayerischen Denkmalschutzgesetzes vom 1. Oktober 1973 erstmals erstellt wurde und seither durch das Bayerische Landesamt für Denkmalpflege geführt wird. Die folgenden Angaben ersetzen nicht die rechtsverbindliche Auskunft der Denkmalschutzbehörde.

## Baudenkmäler nach Ortsteilen

### Feldafing
| Lage                                      | Objekt                                      | Beschreibung | Akten-Nr.              | Bild                   |
| ----------------------------------------- | ------------------------------------------- | --- | ---------------------- | ---------------------- |
| Am Kirchplatz 10 (Standort)               | Katholische Filialkirche St. Peter und Paul | Alte Pfarrkirche; im Kern 1408, erneuert 2. Hälfte 17. Jahrhundert und 18. Jahrhundert, Turm 1833 und 1890, Langhauserweiterung 1896 von Prof. Schmid; mit Ausstattung; aufgelassener Friedhof mit eiserner Einfriedung. | D-1-88-118-22 Wikidata | weitere Bilder         |
| Am Kirchplatz 11 (Standort)               | Ehemalige Feldafinger Taverne               | Jetzt Bäckerei, zweigeschossiger Flachsatteldachbau, Nordteil des Ostgiebels vorgezogen (ehemals mit Walmdach), an der Nordseite des Hauses Erker, im Kern 1613, Umbauten 1856 und in der 2. Hälfte 20. Jahrhundert. | D-1-88-118-23 Wikidata | weitere Bilder         |
| Bahnhofstraße 17 (Standort)               | Landhaus Pschorr                            | Zweieinhalbgeschossiger Kreuzgiebelbau, spätklassizistisch, mit Putzgliederung, Terrasse mit eisernen Geländern und großer Treppenanlage zum Garten, von Johann Baptist Biersack, 1875. | D-1-88-118-1 Wikidata  | weitere Bilder         |
| Bahnhofstraße 21 (Standort)               | Villa Haus Seeblick                         | Dreigeschossiger Walmdachbau mit eingestelltem Erkerturm und Giebelrisalit, mit reich gegliederter, historistischer Fassadengestaltung, von Johann Baptist Biersack, 1893; an der Nordseite zwei große Wandbilder von Ludwig Skell. | D-1-88-118-2 Wikidata  | weitere Bilder         |
| Bahnhofstraße 24 (Standort)               | Buchheim Museum „Grüne Galerie“             | Landhaus, dann Konditorei und Kaffee Humpl, heute Buchheim Museum, zweigeschossiger Flachsatteldachbau mit Mittelrisalit und Zwerchhaus, 1875, um 1910 Anbau von verglaster Eckloggia, Wintergarten, Lauben und Vorzeichen, Umbau 1922 von Johann Steidele und Kaffeehausumbau 1936 von Engelbert Knittl; mit Einfriedung, um 1910, teilweise erneuert. (Zur Geschichte des Museums) Der Bau steht inzwischen leer und ist somit kein Museum mehr | D-1-88-118-62 Wikidata | weitere Bilder         |
| Bahnhofstraße 31 (Standort)               | Haus Lulli                                  | Zweigeschossiger Walmdachbau mit Erker an der nördlichen und Giebelrisalit an der südlichen Traufseite, westlich riegelartig vorgelagerter Satteldachbau mit Lauben und teilweise verschaltem Obergeschoss, 1923 nach Plänen von Erdmann Hartig errichtet. | D-1-88-118-48 Wikidata | weitere Bilder         |
| Bahnhofstraße 70 (Standort)               | Bahnhof Feldafing Rathaus                   | Empfangsgebäude, zweigeschossiger, unverputzter Backsteinbau mit Hausteingliederungen und Flachwalmdach, seitlich zwei symmetrisch flankierende Pavillons mit Verbindungsflügeln, im Maximilianstil, von Georg Dollmann, um 1865. Seit 2013 das Rathaus der Gemeinde. Siehe auch: Denkmalschutzmedaille 2018 | D-1-88-118-5 Wikidata  | weitere Bilder         |
| Bahnhofstraße (Standort)                  | Wetterhäuschen                              | Holzaufbau auf Steinsockel mit Jugendstildetails, um 1915/20; vor dem Bahnhof. | D-1-88-118-6 Wikidata  | Wetterhäuschen         |
| Bergstraße 11 (Standort)                  | Landhaus Arnim                              | Zweigeschossiger Flachsatteldachbau mit drei polygonalen Erkern, Veranda, hölzerner Hochlaube und seitlichem Balkon, von Johann Baptist Biersack, 1908; Parkanlage gleichzeitig. | D-1-88-118-7 Wikidata  | Landhaus Arnim         |
| Comptonplatz (Standort)                   | Brunnen                                     | Gestiftet von Otto Bernheimer, Brunnenfigur Kopie nach Verrocchio, um 1925. | D-1-88-118-8 Wikidata  | weitere Bilder         |
| Dr.-Appelhans-Weg 2 (Standort)            | Villa Bonn                                  | Zweigeschossiger Mansarddachbau im Reformstil, mit Gauben und Putzbänderung, 1914. | D-1-88-118-30 Wikidata | weitere Bilder         |
| Friedensweg 9a; Friedensweg 13 (Standort) | Jüdischer Friedhof                          | terrassierte Anlage mit Gedenkhain und zahlreichen Grabmälern, Einfriedungen aus Stein und mit Hecken und Tor, 1945–53 | D-1-88-118-66 Wikidata | weitere Bilder         |
| Friedensweg 13 (Standort)                 | Friedhof                                    | Grabdenkmäler Biersack, Böck, Keim, Kraft, Mahla, Sythoff (jetzt Lorenz), sämtlich um 1910/20, und großer eiserner Friedhofs-Kruzifix, um 1903; Aussegnungshalle im historistischen Stil mit Portikus und Dachreiter, Anfang 20. Jahrhundert. | D-1-88-118-9 Wikidata  | weitere Bilder         |
| Höhenbergstraße 11/13 (Standort)          | Villa Bernheimer                            | Villa, ehemals Otto Bernheimer, jetzt Schule, vornehmer Mansarddachbau, erdgeschossig, seeseitig mit runden Ecktürmen, dazwischen eingespannt Balkon und Terrasse, modern-barockisierend, 1912/13 von Heilmann & Littmann erbaut; Torhaus an der Straße, unverputzter Backsteinbau mit Walmdach und Zwerchhaus mit Fachwerk, 1920er Jahre. | D-1-88-118-10 Wikidata | weitere Bilder         |
| Höhenbergstraße 15 (Standort)             | Villa Bergmann                              | Mansarddachbau mit Belvederetürmchen bzw. Sternwarte, Schweifgiebelrisaliten, Loggien, Balkonen und Erkern, im frühen Jugendstil, von Eugen Drollinger für Sigmund Bergmann, erbaut; 1903/05. | D-1-88-118-11 Wikidata | weitere Bilder         |
| Höhenbergstraße 20 (Standort)             | Villa Engelhorn                             | Erdgeschossiger, barockisierender Walmdachbau mit schrägstehenden Eckvorbauten an der Südfassade, 1923/24; zwei achteckige Gartenpavillons; landwirtschaftliches Nebengebäude; Park mit Auffahrtsallee und großem schmiedeeisernem Tor im Stil des Neurokoko. | D-1-88-118-12 Wikidata | weitere Bilder         |
| Höhenbergstraße 25/31 (Standort)          | Villa Waldberta                             | Malerischer asymmetrischer Bau mit großem ostseitigem Giebel, eingestelltem Belvedereturm, Loggien, Erkern und Terrasse in historisierenden Formen, erbaut 1901/02 von G. Baierle für den Bankier Bernhard Schuler; Parkanlage, 1863 ff. (ehemaliger Teil des Feldafinger Lenné-Parks), z. T. neugestaltet im spätromantischen Gartenstil, um 1902; steinerne Bank mit Figuren der Flora, des Tages und der Nacht, 1907 von K. Kiefer; Einfriedungsmauer mit Jugendstil-Eisenzaun an der Thurn-und-Taxis-Straße 1907 von A. Thunig; Gewächshaus, erdgeschossiger Walmdachbau, 1907 von Johann Steidele; Gärtnerwohnhaus, zweigeschossiger Satteldachbau, wohl 1902/03. | D-1-88-118-13 Wikidata | weitere Bilder         |
| Höhenbergstraße 35 (Standort)             | Villa Carl                                  | Zweigeschossiger Mansarddachbau im geometrisierenden Jugendstil, mit Schweifgiebel-Zwerchhaus und Klinkerziegel-Gliederungen, 1910/12 von Richard Riemerschmid; mit Ausstattung; mit Parkanlage, 1863 ff. (ehemaliger Teil des Feldafinger Lenné-Parks), z. T. umgestaltet nach 1910, Nutzgarten von Riemerschmid angelegt; Wirtschaftsgebäude, eingeschossiger Schopfwalmdachbau, 1913/14. | D-1-88-118-14 Wikidata | weitere Bilder         |
| Höhenbergstraße 40 (Standort)             | Villa Pfister                               | Zweigeschossiger Satteldachbau mit geschweifter Dachuntersicht, oktogonalen Eckerkern, Zwerchhäusern, Balkonen, bemalten Verbretterungen und Putzgliederungen mit Jugendstildetails, 1898/99 von Eugen Drollinger für Kommerzienrat Otto von Pfister erbaut; erster Bau der von der Heilmann'schen Immobilien-Gesellschaft am Höhenberg errichteten Villenkolonie Feldafing. | D-1-88-118-15 Wikidata | weitere Bilder         |
| Johann-Biersack-Straße 15 (Standort)      | Villa Wilisch                               | Zweigeschossiger spätklassizistischer Satteldachbau mit Putzbändern, Holzbalkon auf Stützen, 1896. | D-1-88-118-16 Wikidata | Villa Wilisch          |
| Johann-Biersack-Straße 17 (Standort)      | Villa                                       | Zweigeschossiger Walmdachbau über winkelförmigem Grundriss mit asymmetrischem Zwerchhaus mit Schopfwalmgiebel, umlaufende Kopfbänder und Freigebinde im Schweizerstil, hölzerner Wintergarten, 1895; schmiedeeisernes Einfahrtstor, bauzeitlich. | D-1-88-118-17 Wikidata | Villa                  |
| Kalvarienbergstraße (Standort)            | Wegweiser                                   | »Zum Calvarienberg«, Gusseisen, nach 1862. | D-1-88-118-46 Wikidata | weitere Bilder         |
| Kalvarienbergstraße (Standort)            | Kalvarienberg                               | 14 gusseiserne Stationshäuschen mit Tonreliefs und einer Kreuzgruppe in Zinkguss, 1864–91. | D-1-88-118-18 Wikidata | weitere Bilder         |
| Kapellenweg 4 (Standort)                  | Villa Niggl                                 | Zweigeschossiger Satteldachbau mit Kniestock und Putzbänder, hölzernem Balkonvorbau, hölzernen Details in der Dachzone, im Schweizerstil, von Johann Baptist Biersack, 1870. | D-1-88-118-19 Wikidata | weitere Bilder         |
| Kapellenweg 6 (Standort)                  | Villa Jordan                                | Eineinhalbgeschossiger, spätklassizistischer Rohbacksteinbau mit Putzgliederung, vorspringende Seitenflügel mit Satteldächern, südwestlicher Risalit turmartig überhöht, 1885. | D-1-88-118-20 Wikidata | weitere Bilder         |
| Königinstraße 4 (Standort)                | Strandbad Feldafing                         | Zentraler Haupt- und Kassenbau, hölzerne Kabinentrakte, 1927. (Zur Geschichte des Hauses) | D-1-88-118-24 Wikidata | weitere Bilder         |
| Maffeistraße 6 (Standort)                 | Villa Hutschenreuther                       | Zweigeschossiger Halbwalmdachbau mit hölzerner Loggia, hölzernen Balkonen und Giebelrisalit an der Nordseite, historistisch, 1903/04 von Johann Biersack für Kommerzienrat Victor Hutschenreuther erbaut; zugehörig ehemaliges Gärtnerhaus, zweigeschossiger Satteldachbau mit Zierfachwerk und Wagenremise als Nebenflügel, wohl 1903/04. | D-1-88-118-25 Wikidata | weitere Bilder         |
| Parkstraße 8 (Standort)                   | Villa Steidele                              | Zweigeschossiger Walmdachbau im Reformstil, Giebelrisalit an der Südseite und Zwerchgiebel mit Hochbalkon an der Westseite, mit Erkern und Putzgliederungen, von Baumeister Johann Steidele, 1904; Garteneinfriedung gleichzeitig. | D-1-88-118-26 Wikidata | Villa Steidele         |
| Possenhofer Straße 5 (Standort)           | Villa                                       | später Nutzung als sog. NSD-Oberschule, ab 1953 Rathaus, zweigeschossiger Halbwalmdachbau auf hohem Sockelgeschoss mit Risaliten, Treppenhausturm, Zierfachwerk und Vorhalle mit Freitreppe, für Max Zwickl, von Karl Stöhr, 1900/01. | D-1-88-118-64          | weitere Bilder         |
| Possenhofer Straße 33 (Standort)          | Kugelmüllerhaus                             | Ehemaliges Bauern- und Fischeranwesen, Einfirstanlage mit Flachsatteldach, hölzerne Laube und Balkon auf Stützen, Segmentbogenfenster, 1870. | D-1-88-118-27 Wikidata | weitere Bilder         |
| Rat-Jung-Straße 2 (Standort)              | Landhaus                                    | zweigeschossiger Gruppenbau mit Mansard- und Walmdach, Kernbau von Johann Biersack, von 1874, Umbau um 1910, westlicher Atelierhausanbau für Edward Harrison Compton, von Johann Mund, 1920, östlicher Anbau, von Johann Mund 1933 | D-1-88-118-67          | Landhaus               |
| Rat-Jung-Straße 22 (Standort)             | Villa Knittel                               | Eingeschossiger Schopfwalmdachbau im Reformstil, mit Risaliten, teils mit Fachwerkgiebel, von Engelbert Knittl, 1909. | D-1-88-118-29 Wikidata | weitere Bilder         |
| Schluchtweg 9 (Standort)                  | Altes Polizeihaus                           | Zweigeschossiger Satteldachbau, Obergeschoss in unverputztem Backstein, geschnitzte Fensterbekrönungen und Haustüren, Lauben mit Aussägearbeiten, 1845. | D-1-88-118-31 Wikidata | weitere Bilder         |
| Schluchtweg 12 (Standort)                 | Zum Tonischuster                            | Ehemaliges Bauernhaus, im Kern um 1700, z. T. verputzter Blockbau, 1. Hälfte 19. Jahrhundert, Dachaufbau 19./20. Jahrhundert. | D-1-88-118-32 Wikidata | weitere Bilder         |
| Seestraße 4 (Standort)                    | Villa Maffei                                | Asymmetrischer gruppierter Zweiflügelbau im Reformstil, mit eingestelltem Rundturm, Eckerker, Balkonen, Terrasse, 1901 von Emanuel von Seidl für Reichsrat Hugo von Maffei erbaut; Parkanlage im spätromantischen Gartenstil, Parkeinfriedung mit eisernem Tor und Zaun gleichzeitig; Gärtner-, Gewächs- und Garagenhaus gleichzeitig. | D-1-88-118-33 Wikidata | weitere Bilder         |
| Seestraße 16 (Standort)                   | Villa Siedhoff (Villa Rosa)                 | Zweigeschossiger, spätklassizistischer Walmdachbau, mit Putzbänderung, Dreiecksgiebelrisalit auf der Südseite, Säulenportikus, von Johann Baptist Biersack, 1870, Veranda an der Ostseite, von Xaver Knittl, 1935; mit Parkanlage, 19. Jahrhundert. | D-1-88-118-34 Wikidata | weitere Bilder         |
| Seewiesstraße 65 (Standort)               | Villa Seewies                               | Jetzt Caritasheim; zweigeschossiger, neubarocker Mansardwalmdachbau, mit geschweiftem Zwerchgiebel, Eckquaderung und Altanen, erbaut für den Großindustriellen Gustav Tschernikow, von Gustav von Cube, 1912/13, Ausbau der Terrasse 1936; mit Ausstattung; großer Park im Stil englischer Landschaftsgärten. | D-1-88-118-35 Wikidata | weitere Bilder         |
| Siemensstraße 11 (Standort)               | Villa Albart                                | (auch Pemsel (Nordenholz)). Zweigeschossiger Satteldachbau im Reformstil, einseitig mit Halbwalm, Erkern und Zierfachwerk, von Franz Rank, 1900. | D-1-88-118-36 Wikidata | Villa Albart           |
| Siemensstraße 61 (Standort)               | Ehemaliges Thomas-Mann-Museum Villino       | Erdgeschossiger Bau mit Schopfwalmdach und hohem Zwerchhaus an der südlichen Eingangsseite, 1912/13 nach Plänen von Campbell und Drach errichtet, 1919–23 Sommerhaus des Schriftstellers Thomas Mann, 1988 verändert. (Zur Geschichte des Hauses) | D-1-88-118-47 Wikidata | weitere Bilder         |
| Thurn-und-Taxis-Straße 11 (Standort)      | Villa Pschorr                               | Malerisch gruppierter stattlicher Bau, Nordteil mit Steilwalmdach, Eckturm, Veranda, Erkern und Gauben, 1903 (Südteil 1957, modern umgebaut); mit Garteneinfriedung (Ostseite des Grundstücks),1902 von Eugen Drollinger für Kommerzienrat Joseph Pschorr erbaut. | D-1-88-118-37 Wikidata | weitere Bilder         |
| Thurn-und-Taxis-Straße 13 (Standort)      | Villa Feinhals                              | Zweigeschossig mit Mansarddach, Eck-Erkerturm und Veranda an der Seeseite, Jugendstil-Putzdekor, 1902 von Eugen Drollinger für den Münchner Hofopernsänger Fritz Feinhals erbaut. | D-1-88-118-38 Wikidata | weitere Bilder         |
| Tutzinger Straße 2, 4 und 6 (Standort)    | Hotel Kaiserin Elisabeth                    | Breit gelagerter, viergeschossiger Satteldachbau über winkelförmigem Grundriss, große Hotelterrasse an der Südseite, 1854 erbaut, 1874 durch Johann Baptist Biersack, 1900, in den 1920er und 1930er Jahren umgebaut; Gästehaus, dreigeschossiger Satteldachbau mit Zwerchhaus, um 1854; Hotelpark, im romantischen Gartenstil, wohl um 1876; Marmordenkmal der Kaiserin Elisabeth von Österreich-Ungarn, von Karl Wilfert d. J., 1905 (bis 1925 in Franzensbad aufgestellt); Garagen- und Bedienstetenbau des Hotels, Langtrakt mit Flachsatteldach, Obergeschoss mit Holzverschalung und hölzerner Laube, um 1900. | D-1-88-118-39 Wikidata | weitere Bilder         |
| Tutzinger Straße 14 (Standort)            | Maffei-Kapelle                              | Ursprungsbau aus Holz von 1695; dann 1856 von Joseph Anton von Maffei gekauft und abgerissen. 1931 nach Entwurf von Engelbert Knittl barockisierend von Johann Baptist Biersack umgestaltet. | D-1-88-118-40 Wikidata | weitere Bilder         |
| Tutzinger Straße 15/17 (Standort)         | Feldafinger Park                            | Weitläufige Anlage im englischen Gartenstil für König Maximilian II. von Bayern als Schlosspark, nach Plan des königlich preußischen Gartenbaudirektors Peter Joseph Lenné, 1854, ab 1863 angelegt vom Oberhofgärtner Carl von Effner; überwachsene Fundamente und verfüllte Kellergewölbe (?) auf einer Hangterrasse nahe dem Seeufer auf Höhe der Insel Wörth als Reste des für Maximilian II. geplanten, 1864 eingestellten großen Schlossbaus. (Zur Geschichte des Parks) | D-1-88-118-41 Wikidata | weitere Bilder         |
| Tutzinger Straße 46 (Standort)            | Ausbildungszentrum CIR                      | Ehemalige Reichsschule Feldafing, jetzt Ausbildungszentrum CIR, erbaut 1938/44 nach Plänen von Alois Degano, 1945–53 Nutzung als Durchgangslager für heimatlose Juden (DP-Lager Feldafing), bestehend aus acht sogenannten „Sturmblockhäusern“ unterschiedlichen Typs (Bau Nr. 30, 31, 34, 36, 37, 42, 41, 44), langgestreckte zweigeschossige Unterkunftsgebäude mit flachem Satteldach und angesetzten Wohnungsanbauten, mit Giebelbalkonen und profilierten Holzbauteilen in Anlehnung an regionale Bauformen; zugehörig Wirtschaftsgebäude (Bau Nr. 40), zweigeschossiger, dreiflügeliger Kantinenbau mit Flachdach im Stil der Moderne, erbaut 1957/59 nach Plänen des Finanzbauamtes München, mit mehreren Speiseräumen und umfangreicher künstlerischer Ausstattung (Wandbilder und Wandschmuck in Mosaik-, Mal- und Spachteltechnik); zugehörig Brunnenanlage (südlich von Bau Nr. 3), rechteckiges Wasserbecken, seitlich zugeordnet zwei große Sitzfiguren mit Taube, Muschelkalk, 1961 von Josef Amrhein nach einem Entwurf von Imme Hoefer-Purkhold. | D-1-88-118-51 Wikidata | Ausbildungszentrum CIR |

### Garatshausen
| Lage                            | Objekt                                   | Beschreibung | Akten-Nr.     | Bild           |
| ------------------------------- | ---------------------------------------- | --- | ------------- | -------------- |
| Franz-Eisele-Allee 1 (Standort) | Schloss Garatshausen                     | Kleines Hofmarksschloss des 16. Jahrhunderts mit vier Ecktürmen, Ende 19. Jahrhundert ausgebaut; mit Schlosskapelle und Einfriedungsmauer. Neues Schloss, neubarocke Dreiflügelanlage, jetzt Altersheim, westlich angebaut an das Alte Schloss, mit Verbindungsbau, um 1900; Nebengebäude, neubarock, mit Verbindungsbau, um 1900; alle Gebäude mit Ausstattung. (Zur Geschichte des Schlosses) | D-1-88-118-42 | weitere Bilder |
| Hans-Albers-Weg 6 (Standort)    | Villa für Ludwig Loé, später Hans Albers | zweigeschossiger Flachsatteldachbau mit Kniestock, Flugpfetten, Bodeneckerker, Lauben, Toreingängen und Teilen der Terrassenummauerung, im Kern von 1864/65, Umbau 1935/36; Nebengebäude, erdgeschossiger Flachsatteldachbau mit Kniestock, im Kern von 1864/65, Umbau 1935/36, modern erweitert; Doppelgarage mit Chauffeurswohnung, erdgeschossiger Flachsatteldachbau mit Bundwerkgiebeln und Laube, im Kern von 1864/65, Umbau von Heinrich Goebel, 1948; Boots- und Badehaus, Blockbau mit riedgedecktem Zeltdach, dreiseitig umlaufendem, terrassenartigem Steg und Landsteg, Georg Hellmuth Winkler, 1936; Leuchttürmchen, Rundpfosten mit Laterne, 1935/36; Parkanlage, im Kern von 1864/65, Umgestaltung 1935/36 und später; Toreinfahrt, Kunststeinpfeiler mit Doppelflügeltor, 1935/36. | D-1-88-118-65 | weitere Bilder |

### Wieling
| Lage                      | Objekt                                                  | Beschreibung | Akten-Nr.              | Bild           |
| ------------------------- | ------------------------------------------------------- | --- | ---------------------- | -------------- |
| Wieling 1 (Standort)      | Bauernhaus                                              | Mit Kniestock und gestuftem Dachüberstand, profiliertem Geschosssims, Ecklisenen und Rundöffnungen im Giebel, 1888. | D-1-88-118-45 Wikidata | Bauernhaus     |
| Wieling 9 (Standort)      | Filialkirche St. Nikolaus                               | Satteldachbau mit Dreiachtelchor und Turm, um 1700; mit Ausstattung. | D-1-88-118-43 Wikidata | weitere Bilder |
| Wieling 16, 10 (Standort) | Wohn- und Atelierhaus des Bildhauers Karlheinz Hoffmann | verputzter, langgestreckter, zweigeschossiger Riegel, ursprünglich mit Flach-, später mit Pultdach, nach Norden mit großem Atelierfenster, gartenseitig mit erdgeschossigem Fensterband, in Formen des International Styles, von Jakob Semmler, 1962; Terrasse mit Einfriedung, von Karlheinz Hoffmann, 1970. | D-1-88-118-69          | weitere Bilder |

### Wörth
| Lage                  | Objekt                        | Beschreibung | Akten-Nr.              | Bild           |
| --------------------- | ----------------------------- | --- | ---------------------- | -------------- |
| Roseninsel (Standort) | Ehemalige Insel Wörth         | Unter König Maximilian II. Joseph von Bayern zur Roseninsel umgestaltet. | D-1-88-118-44 Wikidata | weitere Bilder |
| (Standort)            | »Casino«                      | Im Stil einer oberitalienischen Villa, Giebelbau mit kurzem Quertrakt und beigestelltem Belvedereturm, mit antikisierenden Elementen und hölzernen Zierdetails des sog. Schweizerhausstils, für König Maximilian II. Joseph von Bayern erbaut, von Franz Jakob Kreuter, 1851–53; Bemalungen im pompejanischen Stil; mit Ausstattung. | D-1-88-118-44 Wikidata | weitere Bilder |
| (Standort)            | Ehemaliges Gärtnerhaus Museum | Zweigeschossiger Satteldachbau, 1853 ff. unter Verwendung von Teilen der alten Inselkirche des 12. Jahrhunderts (Westwand und Fundamente) errichtet, 1968 ff. umgebaut und erweitert, seit 2003 Museum. | D-1-88-118-44 Wikidata | weitere Bilder |
| (Standort)            | Rosengarten                   | Landschaftliche Gestaltung und Anlage des Rosengartens in Form einer Ellipse, von Peter Joseph Lenné, 1850–53, 2003 wiederhergestellt. | D-1-88-118-44 Wikidata | Rosengarten    |
| (Standort)            | Glassäule                     | Mit vergoldeter Mädchenfigur im Zentrum des Rosengartens, 1854. | D-1-88-118-44 Wikidata | weitere Bilder |

## Ehemalige Baudenkmäler
In diesem Abschnitt sind Objekte aufgeführt, die früher einmal in der Denkmalliste eingetragen waren, jetzt aber nicht mehr. Objekte, die in anderem Zusammenhang also z. B. als Teil eines Baudenkmals weiter eingetragen sind, sollen hier nicht aufgeführt werden. Aktennummern in diesem Abschnitt sind ehemalige, jetzt nicht mehr gültige Aktennummern.

| Lage                                  | Objekt                                        | Beschreibung | Akten-Nr. | Bild                |
| ------------------------------------- | --------------------------------------------- | --- | --------- | ------------------- |
| Feldafing Am Kirchplatz 4 (Standort)  | Gusseisenplatte                               | 1696; in die Hausfront eingelassen |           | Gusseisenplatte     |
| Feldafing Bahnhofstraße 41 (Standort) | Zwei große korinthische Gusseisen-Stützsäulen | Im Saalbau, 1902 |           | BW                  |
| Feldafing Bahnhofstraße (Standort)    | Kirche Heilig Kreuz                           | Kirchenneubau mit historischer Ausstattung |           | Kirche Heilig Kreuz |
| Feldafing Pschorrstraße 9 (Standort)  | Ehemalige Villa Prange                        | Mit Walmdach, Belvedereturm und ionischem Portikus über zwei Geschosse an der Ostseite, Putzdekor in Jugendstilformen, 1903/04 von G. Baierle für den Zahnarzt Dr. Christensen erbaut (Baukörper in den 1930er Jahren verlängert; Gebäude 1986 innen vollständig umgebaut, außen durchgreifend erneuert und ergänzt.) |           | weitere Bilder      |